# 지토세촌 (후쿠오카현)
지토세촌(千年村)은 후쿠오카현 우키하군에 있던 촌이다. 현재의 우키하시, 아사쿠라시의 일부에 해당한다.